# Strudel di mele
Lo strudel di mele è un comune tipo di strudel.
Per la preparazione si usa solitamente la cosiddetta pasta strudel, ma anche in alternativa la pasta sfoglia, la pasta di quark (in Austria chiamata Topfenteig), o la pasta lievitata (chiamata Germteig, in Austria). Uno strudel di mele prodotto con la pasta strudel è chiamato "ausgezogener Apfelstrudel" (letteralmente "strudel di mele tirato"), in particolare se l'impasto è
tirato molto sottile manualmente. Questa costituisce la variante tradizionale nazionale in Austria e in altre aree dell'ex Impero austro-ungarico.

## Descrizione

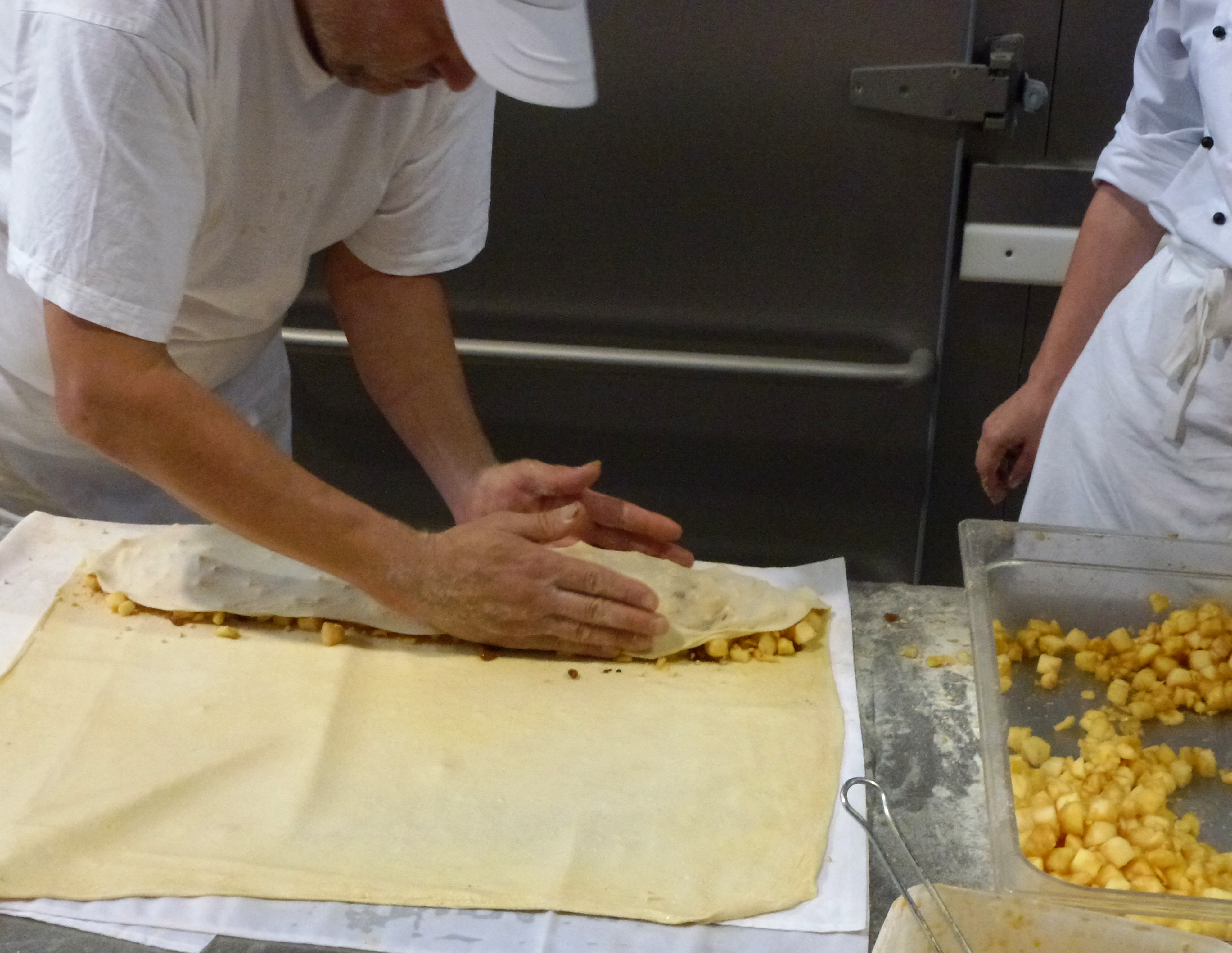
Strudel di mele in preparazione in una pasticceria

Il ripieno dello strudel di mele consiste solitamente di mele tagliate a foglia (liberate dal nocciolo e dalla buccia), uvetta, pinoli, zucchero, pangrattato imbiondito con burro, cannella in polvere.
Lo strudel di mele viene servito fresco e croccante, freddo o caldo, cosparso di zucchero al velo. Occasionalmente, secondo la tradizione bavarese, lo si accompagna con crema oppure gelato alla vaniglia o panna montata.
Tra le altre varianti, vi sono l'aggiunta di mandorle pelate a scaglie, noci tritate, uso di uvetta macerata in liquore, mele marinate nel succo di limone, buccia di limone grattugiata, panna acida o una miscela di latte, panna e uova.

## Storia
Probabilmente la fonte della pasta per strudel si trova in Arabia, da dove è stata portata in Turchia, Egitto, Palestina e Siria. La ricetta arrivò in Europa dopo la conquista di Costantinopoli nel 1453, forse a partire dal baklava turco o da un pane piatto pieno sviluppato ulteriormente nei Balcani e a Vienna. Esso accompagnava comunemente le spedizioni militari ottomane poiché si conservava a lungo. All'epoca della monarchia danubiana, lo strudel di mele (in ungherese: almásrétes) si diffuse dall'Ungheria a Vienna. Durante gli assedi turchi del XVI e XVII secolo, gli ungheresi impararono a preparare l'impasto sottilissimo e tirato a mano. Nel 1696 lo strudel di mele fu menzionato per la prima volta per iscritto.

## Curiosità
- Le varietà di mele acidule più adatte allo strudel di mele sono chiamate Strudler nei mercati settimanali austriaci.
- Il più grande strudel di mele del mondo che aveva una lunghezza di ben 752 m è stato preparato a Kaprun, in Austria, il 15 agosto 2015 [3]